# Jordi Ginebra i Serrabou
Jordi Ginebra i Serrabou   (Barcelona, 1961) és un lingüista català, catedràtic de filologia catalana de la Universitat Rovira i Virgili.
Va obtenir el doctorat en Filologia Catalana, amb premi extraordinari, per la Universitat de Barcelona (1991), sota la direcció de Joan Solà i Cortassa. El 1992 va obtenir plaça de professor titular de lingüística catalana a la URV. Ha estat Visiting Research Fellow de la Universitat de Birmingham (2004) i professor del postgrau de Correcció i Qualitat Lingüística de la Universitat Autònoma de Barcelona. Dins la URV, ha exercit de director del Departament de Filologia Catalana (1997-2000 i 2010-2014) i de subdirector del Servei Lingüístic (1992-1997). Ha estat membre del Consell Consultiu del Programa de la Gramàtica Catalana de l'Institut d'Estudis Catalans.
Va obtenir el Premi-Beca Memorial Josep M. Prous i Vila 1990, el VII Premi d'Investigació Cultural Francesc de Borja Moll 1992, el Premi Nicolau d'Olwer de l'Institut d'Estudis Catalans 1991, el Premi Miquel dels Sants Oliver 1997 i la beca de Montoliu 2001. El 2011 va rebre el premi Prat de la Riba de l'Institut d'Estudis Catalans pel seu treball sobre Antoni Rovira, considerat una «aportació fonamental al coneixement del paper d'Antoni Rovira i Virgili en el procés d'elaboració i planificació del català com a llengua nacional».
Ha estudiat sobretot la sintaxi del català i la història de la llengua (sobretot gramàtics dels segles xviii i xix com Joan Petit i Aguilar o el menorquí Antoni Febrer i Cardona, l'obra de Pompeu Fabra i l'activitat i les aportacions del Grup Modernista de Reus.

## Obra
- Amb Joan Solà i Cortassa, Pompeu Fabra: vida i obra. Barcelona: Editorial Teide, 2008, 336 pàgines, ISBN 9788430770397[5]
- El grup modernista de Reus i la llengua catalana. Reus: Associació d'Estudis Reusencs, 1994, 160 pàgines, ISBN 978-8479352233
- Amb Anna Montserrat: Diccionari d'ús dels verbs catalans. Barcelona: Edicions 62, 1999
- Llengua i política en el pensament d'Antoni Rovira i Virgili. Barcelona: Publicacions de l'Abadia de Montserrat, 2006, 478 pàgines, ISBN 9788484157717[4]
- Antoni de Bofarull i la Renaixença. Reus: Associació d'Estudis Reusencs, 1988.
- L'obra gramatical d'Antoni Febrer i Cardona. Menorca: Institut Menorquí d'Estudis, 1996.
- Praxi lingüística III. Tarragona: Universitat Rovira i Virgili, 2005.
- Ideòlegs, gramàtics i escriptors. Reus: Centre de Lectura de Reus, 2006.
- Llengua, nació i modernitat. Valls: Cossetània, 2009.
- Edició d'Antoni de Bofarull: Escrits lingüístics. Barcelona: Alta Fulla, 1987.
- Edició de Joan Petit i Aguilar: Gramàtica catalana. Barcelona: Institut d'Estudis Catalans, 1998.
- Edició d'Antoni Febrer i Cardona: Obres gramaticals I. Barcelona: Institut d'Estudis Catalans, 2004.
- Amb Jordi de Bofarull i Arantxa Tévar, Praxi lingüística I. Tarragona: Universitat Rovira i Virgili, 1999.
- Amb Raül-David Martínez Gili i Miquel Àngel Pradilla (ed.), La lingüística de Pompeu Fabra. Universitat Rovira i Virgili / Institut Interuniverstari de Filologia Valenciana, 2000.